# Землянка

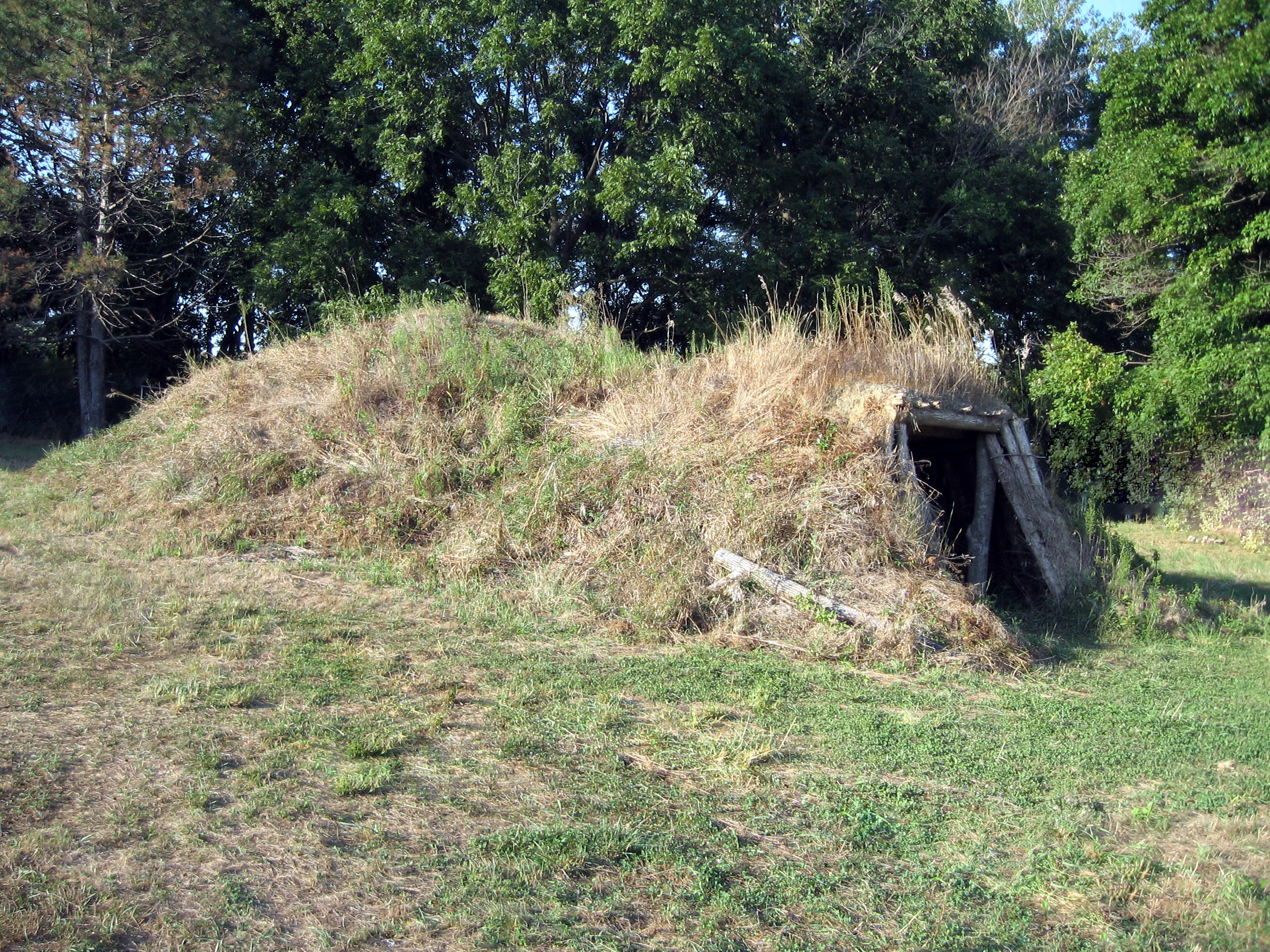
Неолитическая землянка (реконструкция), Гленвуд, Айова, США

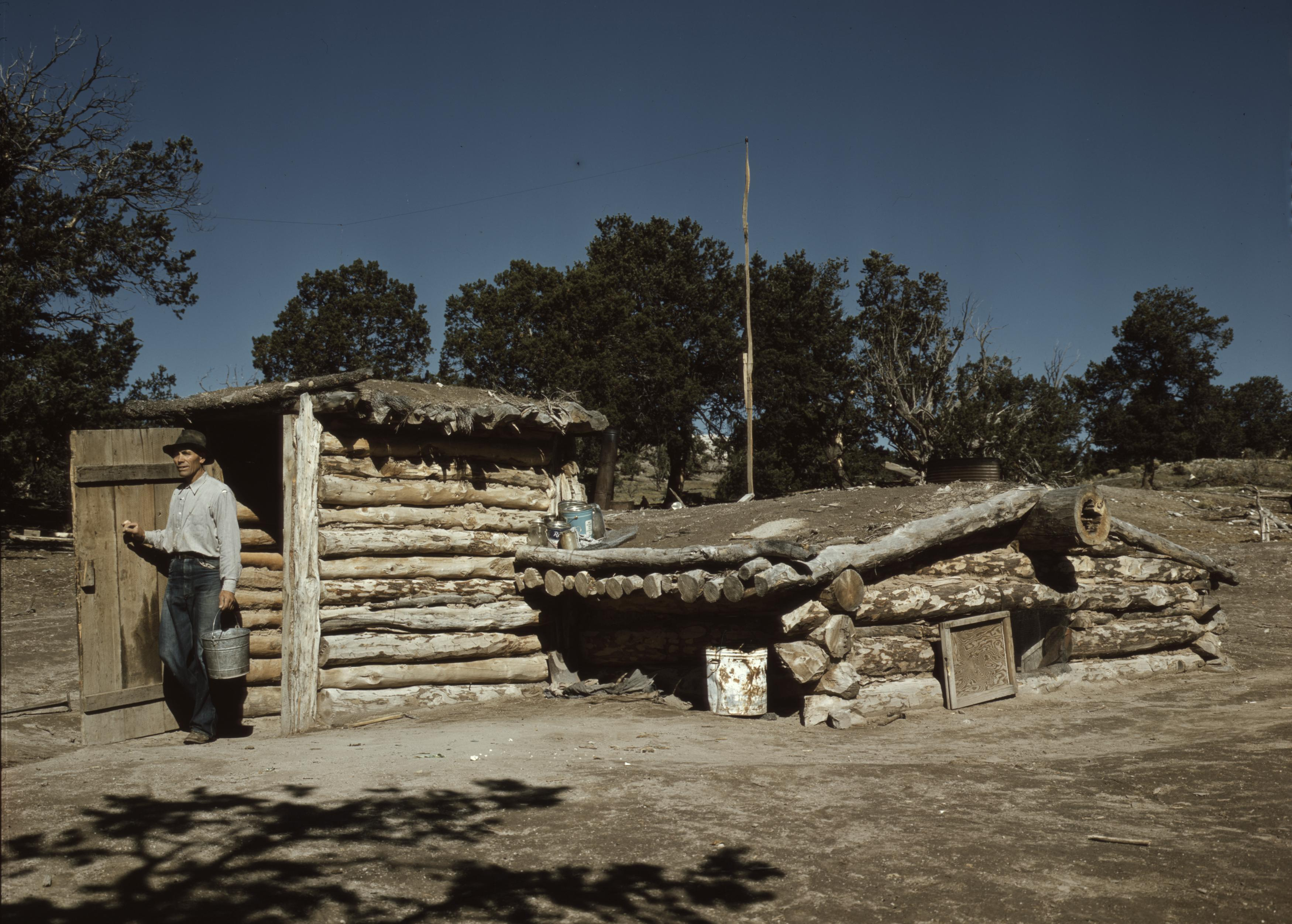
Дом-полуземлянка (США, Нью-Мексико, 1940 г.)

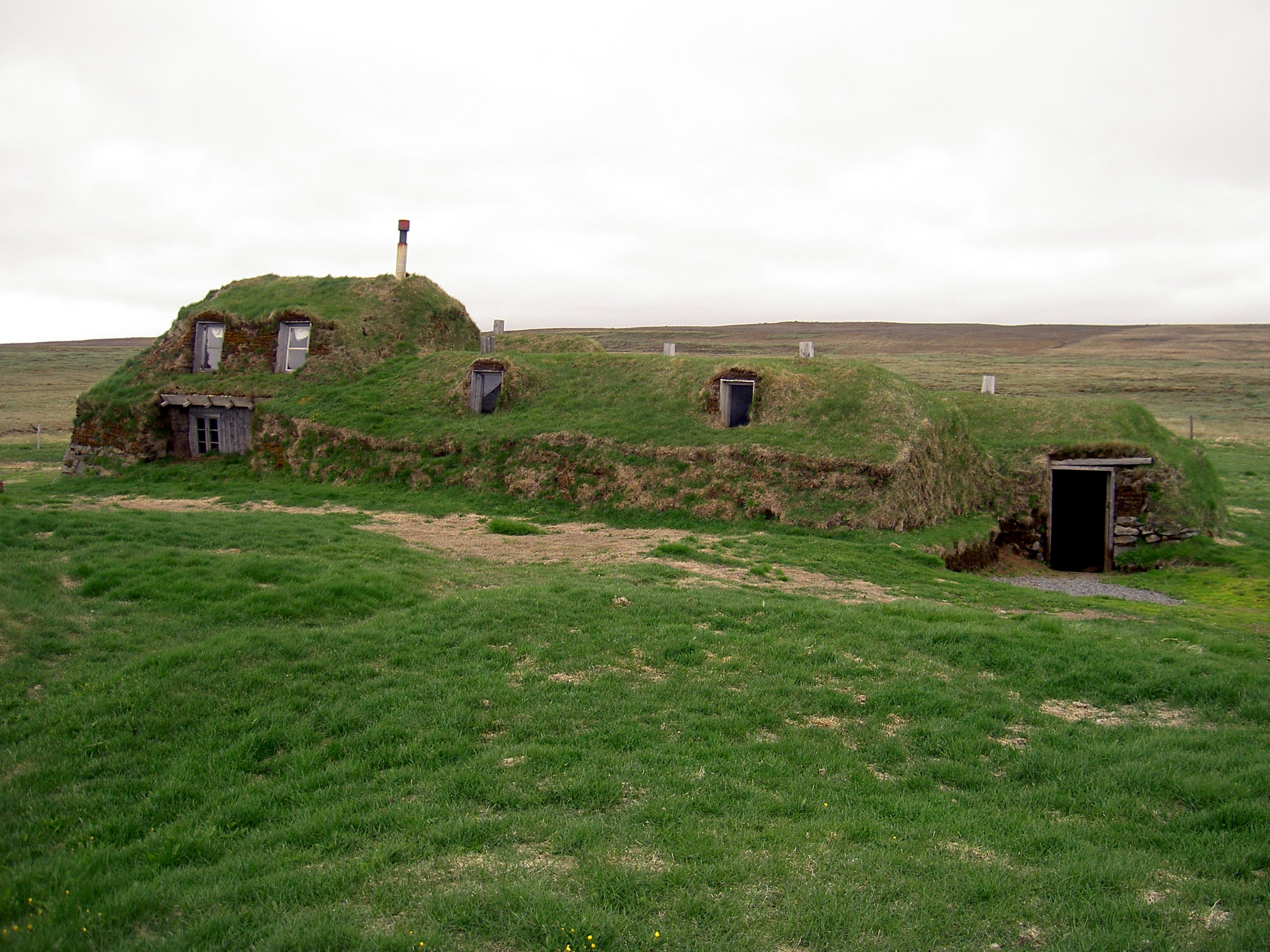
Дом-землянка в Исландии

Земля́нка — углублённое в землю жилище, прямоугольное или округлое в плане, с перекрытием, засыпанным землёй.
Один из древнейших и повсюду распространённых видов утеплённого жилья; известна с эпохи неолита (волосовская и нарвская культуры). Внутри обычно находился очаг, а вдоль стен — нары. В славянских землях полуземлянки (землянки с бревенчатым срубом, бо́льшая часть которого возвышается над землёй) сохранялись до позднего средневековья XIII—XIV веков. Славянские землянки пражской культуры имели квадратное основание и углублялись в землю до 1 м. Имелись ступени. В северо-западном углу располагался открытый очаг, сложенный из камней. Наклонная крыша держалась на вкопанных шестах.

Жил старик со своею старухой

У самого синего моря.

Они жили в ветхой землянке…
— Пушкин, «Сказка о рыбаке и рыбке», 1833
Подземные жилища существовали в Закавказье. Полуземлянки с костром-очагом у ительменов и нивхов исчезли лишь в XIX веке. Были распространены в сталинском СССР в период индустриализации и исчезли к середине XX века. У североамериканских индейцев и эскимосов продолжают бытовать. Строят дома, заглублённые в землю и покрытые дёрном, в Исландии.

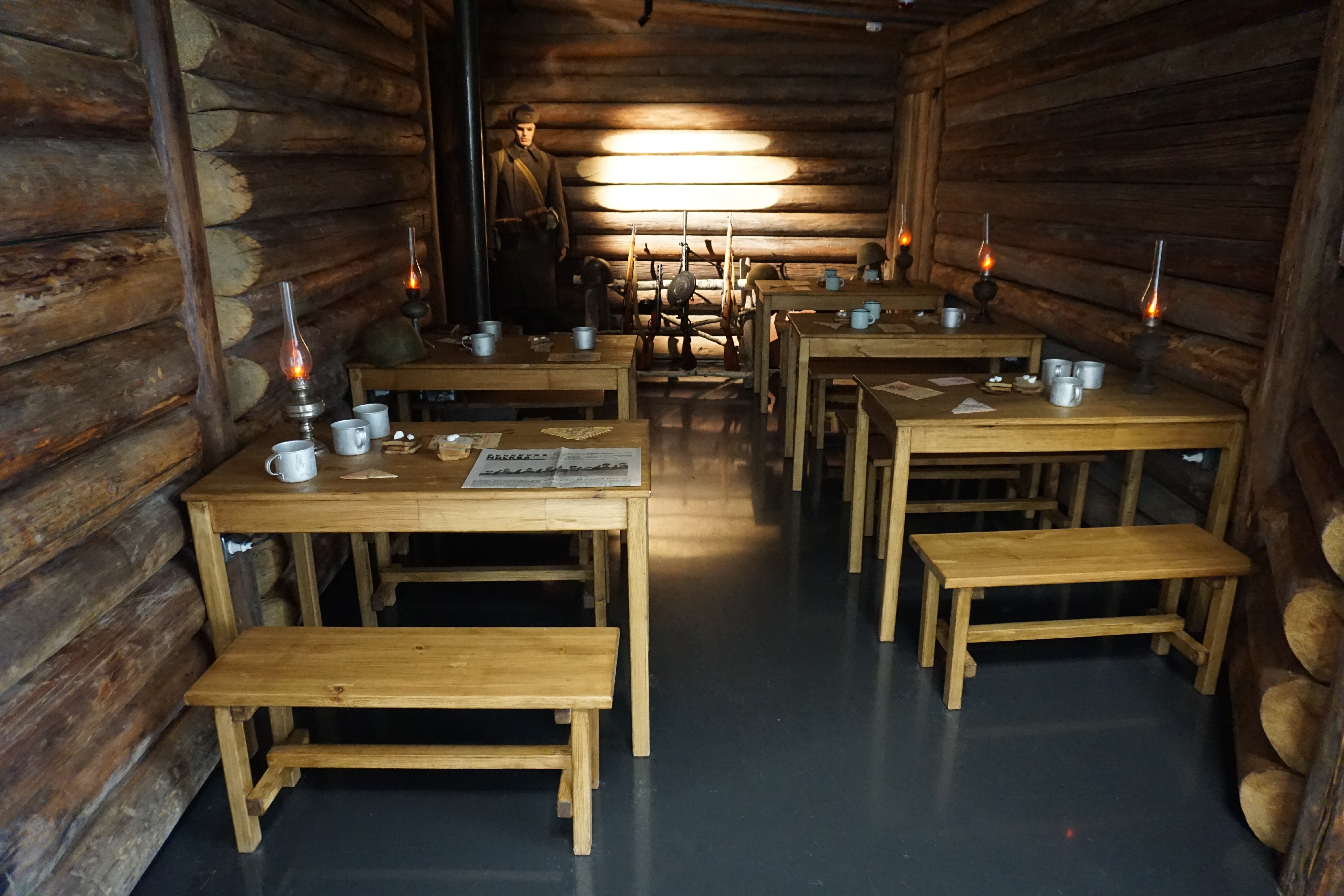
Солдатская землянка РККА, ВОВ в Музейном комплексе «Зоя»

Во время Великой Отечественной войны они повсеместно использовались армейскими частями, партизанскими отрядами.
Широко были распространены в сельской местности в послевоенный период в районах, сильно пострадавших во время боевых действий.
Армейские части, вернувшиеся в расположения своих округов, в ряде случаев, до восстановления казарм, жили в землянках по нескольку лет.
Зачастую именно землянки были первыми жилыми строениями в зонах поиска и разработки полезных ископаемых в русской лесотундре и степи, с которых впоследствии развивались многие города и посёлки горняков.

## Сооружение землянки

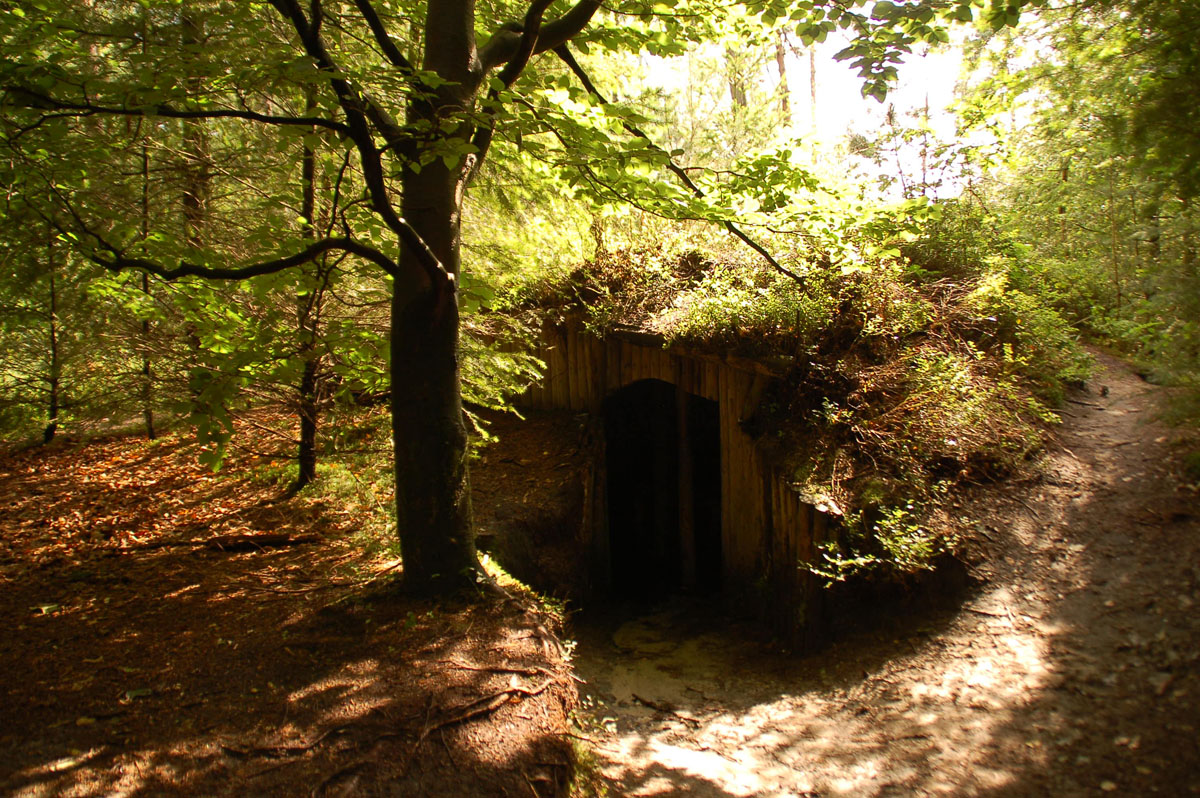
Землянка в лесу

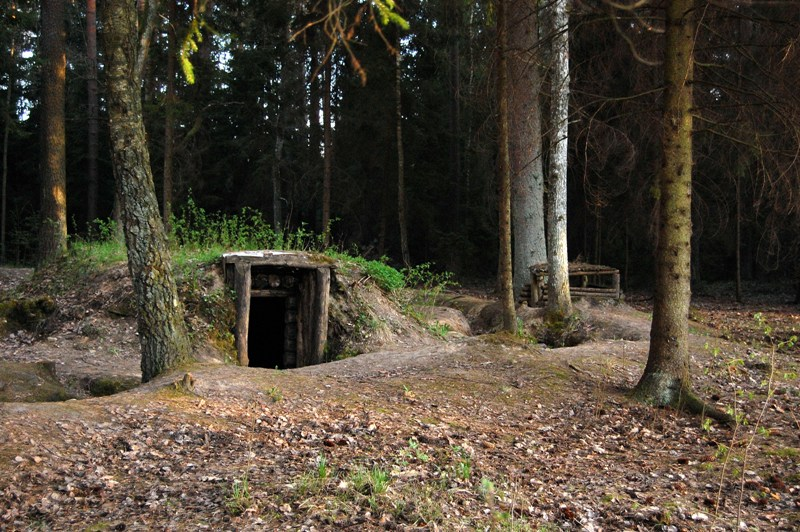
Партизанская землянка в Литве, хорошо виден укреплённый тамбур

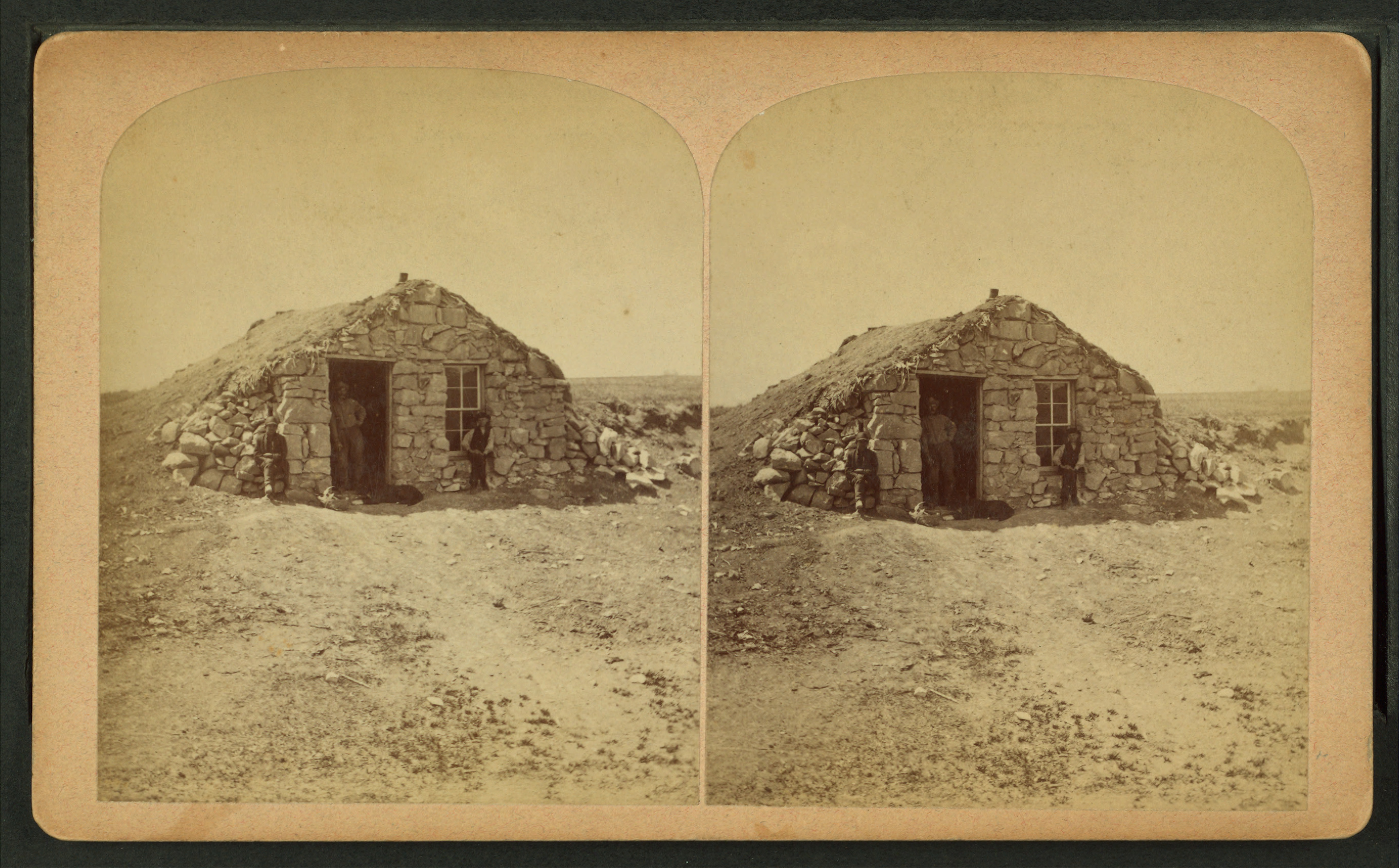
Не заглублённая конструкция

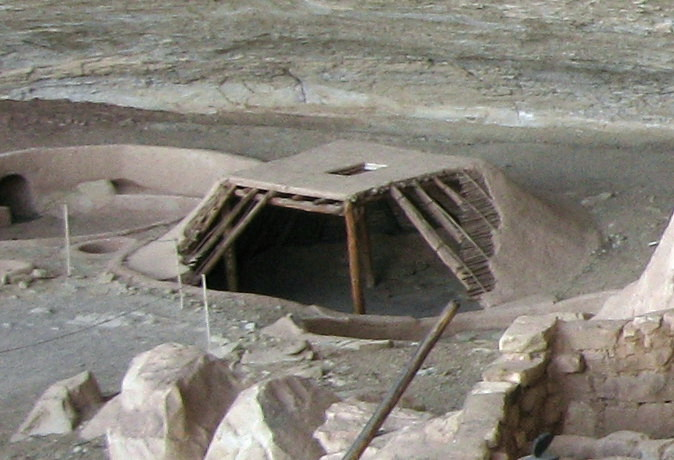
Реконструкция древней землянки в американском национальном парке Меса-Верде, довольно обширна по площади и требует минимума бревен

### Выбор участка и варианты конструкции
Большое значение имеет выбор участка под постройку, так на склоне значительно уменьшается объём земляных работ, что немаловажно при работе с тяжёлыми типами грунта, и количество необходимого материала на перекрытие (конструкция начинает походить на блиндаж). Не следует располагать землянки в низинах, в котлованах и оврагах, куда стекает вода с окружающих участков, и постройка неизбежно будет подтопляться. На пересечённой местности, имеющей большой уклон, данное сооружение располагают длинной стороной поперек ската (по горизонтали) и, устраивая нагорную канаву, предохраняющую от заливания дождевой водой.
Нелишне учитывать такие факторы, как: расположение относительно сторон света, учёт направления господствующих ветров (и возможную защиту от них), уровень грунтовых вод. Очень часто эти условия являются взаимоисключающими. Приходится искать компромисс.
Вторым этапом в строительстве землянки является выбор конструкции. При этом желательна зарисовка плана (схемы) всего строения.
Размеры и устройство зависят, в первую очередь, от количества «жильцов» и времени, которое планируют использовать данное сооружение (чем дольше тем более комфортным его имеет смысл сделать), немаловажно также наличие материалов и инструментов. Узкие постройки быстровозводимы, но менее выгодны в отношении использования площади и расхода строительных материалов, и на большее количество постояльцев (от 5-8 человек) строят, преимущественно, двускатные землянки.
Важным моментом является время года как во время строительства, так и эксплуатации (летний вариант землянки допускает упрощения, что значительно снижает объём требуемых работ и количество необходимых материалов). Конструкция упрощённых землянок должна предусматривать возможность последующего усиления при необходимости эксплуатации на более длительный срок, чем предполагалось вначале.
Землянки могут быть заглублены в землю полностью или частично, что облегчает процесс сооружения, но требует большего количества материала для перекрытия. При дефиците леса, над вырытым жилым котлованом ставят 3-4 стропильные ноги из распущенных брёвен и обшивают их жердями. Уклон покрытия (крыши) землянок должен хорошо обеспечивать отвод дождевых вод. Данному условию наиболее полно удовлетворяет уклон ската крыши 1:2 или 1:2,5.

### Строительство
Землянку строили в лесу. Строительство начинают с трассировки на местности. Для этого в местах изломов забивают колья, между которыми натягивают шпагат, а затем снимают верхний слой грунта (дёрн). После трассировки отрывают жилой котлован, иногда с контурами нор и прохода (меньший внутренний объём легче обогреть зимой). Землю при рытье выбрасывают от края не ближе чем на 50 см для того, чтобы при установке стропил крыши землю не перебрасывать вторично.
Минимальный необходимый комплект инструментов: топор и штыковая лопата, но для нормальной работы необходимо иметь также: пилу, лом, молоток с гвоздодером.

#### Заглубление
Заглубление в большинстве случаев делают на глубину 1-2 метра от горизонта, в зависимости от уровня грунтовых вод и типа землянки. Пол землянок должен быть выше уровня грунтовых вод (и, желательно — не менее, чем на 50 см). Если выбрать участок с достаточно глубоким залеганием грунтовых вод в силу тех или иных причин невозможно, то заглубление пола землянки, соответственно, уменьшают; при глубине грунтовых вод меньше 50 см применяют землянки с расположением пола на уровне горизонта или даже выше его на 10-15 см. По дну землянки иногда устраивают наклонную дренажную канавку с деревянным жёлобом или заполненной хворостом и водосборный или поглощающий колодец перед входом в землянку. Для просушки земляных стен и пола, вырытый для землянки котлован желательно предварительно обжечь соломой или хворостом.

#### Остов
Второй этап работы — установка опорных столбов и укладка стропил или, если конструкция иная, то устанавливают перекрытия. Столбы по возможности желательно вкопать в котловане, на глубину 30-50 см. Если в месте постройки грунт слабый, то под торец вкопанной стойки укладывают подкладку (кирпич, кусок доски, бревна и т. п.). При дефиците длинных стоек крайние из них можно вывести за пределы котлована, что позволит в некоторых случаях обойтись одним длинным продольным бревном (прогоном). Расстояние между стойками принимают равным около 1,5 м — всё зависит от толщины и веса прогона и укладываемого на крышу материала. Сверху на стойки кладут и закрепляют бревно (прогон), толщиной 15-16 см — он служит опорой для стропил землянки. Чтобы он держался, стойку делают двойной из жердей неодинаковой длины и толщины, сбитой гвоздями (по возможности с полоской жести), деревянным чопиком, или связанных между собой проволокой. В качестве ограничителя можно использовать прибитый к стойке небольшой кусочек доски. Толстую несущую часть стойки желательно сделать из жерди, диаметром не менее 13-14 см, тонкую — из жерди, диаметром 8-10 см. Верхние концы тонких частей всех четырёх стоек отпиливают на высоте около 2 м 20 см под один уровень. На полученные уступы (образованные выступающими частями) укладывают сверху прогон и прикрепляют его (вбитым металлическим или деревянным штырём, скобами, а за неимением их и просто привязывают его верёвкой или проволокой), для того, чтобы связать стойки между собой. Стойки ставятся в таком порядке, чтобы несущая часть стойки помещалась то с одной, то с другой стороны тонкой стойки, и таким образом, получала дополнительное укрепление.
В качестве столбов, прогонов и стропил могут использоваться брёвна, металлические трубы, двутавр, швеллер, уголок, железобетонные изделия нужного профиля, накатник (круглый лес диаметром от 5 до 11 см). Главное, чтобы прочность используемого материала была достаточной для того, чтобы выдержать то, что будет укладываться на них сверху. Следует особенно заботиться о прочности устройства крыши, провал которой под тяжестью земли или снега (не следует исключать и возможность случайного нахождения человека или животного) может иметь печальные для тех, кто находится внутри, последствия.
После установки остова землянки и стропил, на них укладываются жерди (диаметр 3-5 см), которые и будут составлять потолок землянки. Жерди нужно укладывать как можно плотнее друг к другу и закреплять на стропилах. Если нет леса, то потолочную часть изготавливают из пучков прутьев, связок камыша, тростника, по возможности, вставляя в каждый пучок по одной жерди.

#### Вентиляция
Во время постройки, при планировании использования строения в течение длительного времени, следует позаботиться о вентиляции. Вентиляцию устраивают выбором из двух систем: в виде вытяжных труб или разрезного конька-аэратора. Первая система может быть эффективна только в том случае, когда она сопровождается подогреванием вытяжки отходящими продуктами горения (эффект тяги). Вторая более трудоёмка в строительстве и применяется реже.
Аэратор упрощённого типа представляет собой щель в земляной обсыпке вдоль всего конька крыши, заполненную хвойными ветками и перекрытую слоем поперечно уложенных тонких жердей или сучьев и слоем глинистой земли над ними. Воздухопроницаемость хвойного заполнения щели и слоя сучьев обеспечивает непрерывный воздухообмен, уменьшающий влажность помещения. При правильном устройстве, в холодное время года из аэратора непрерывно выходит лёгкий пар. В сильные морозы, чтобы предотвратить охлаждение помещения, отверстия аэратора частично забрасывают снегом и следят, чтобы они не открывались при подтаивании снега.
В летнее время, землянки внутри могут отсыревать от конденсирования влаги из воздуха, поэтому, время от времени, их необходимо протапливать.

#### Окна

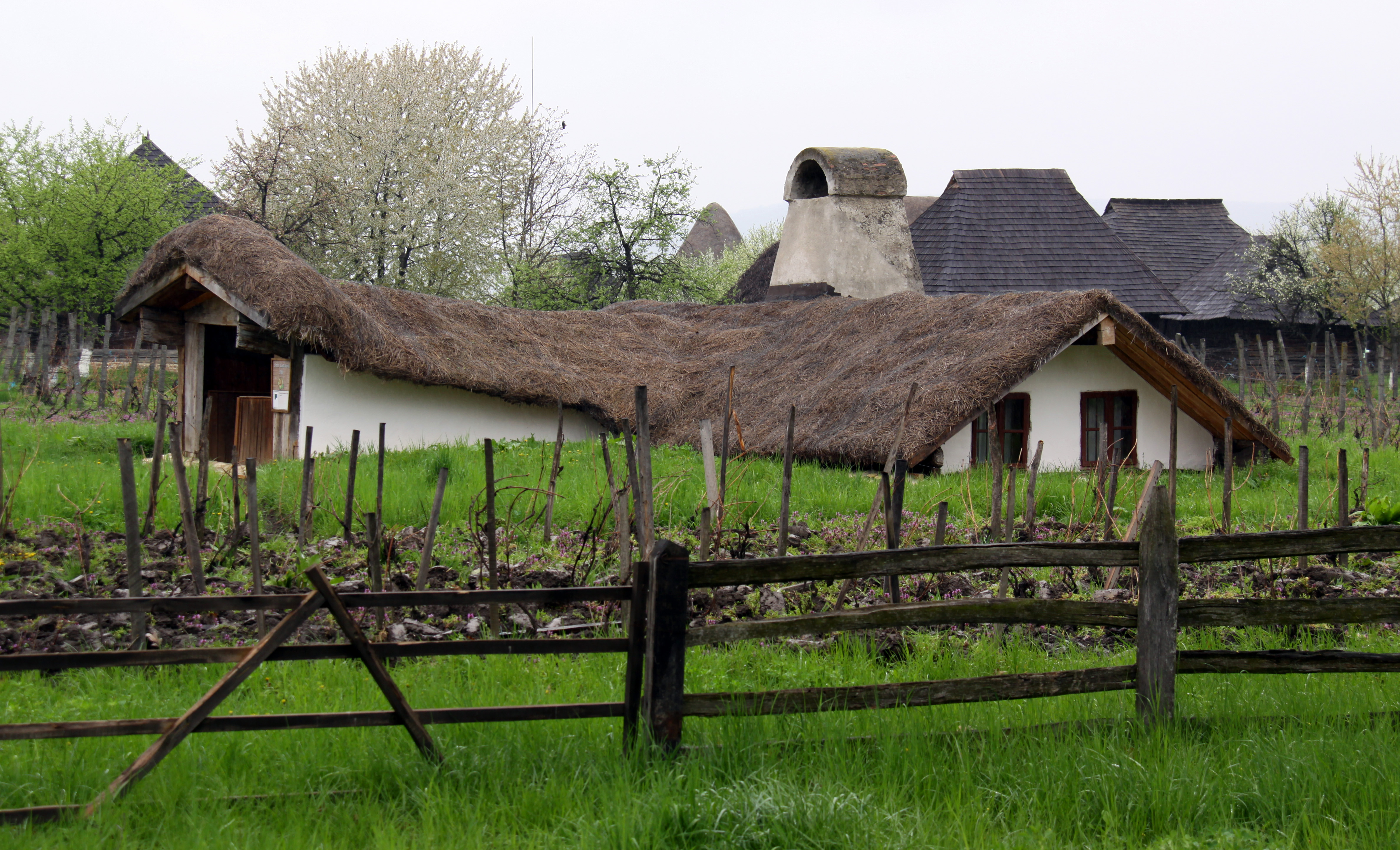
Бордей — старинная молдавская землянка, в торце сделаны два окна

Крайне желательно устроить окна; удобнее всего их установить в торцовой стенке, для лучшей освещённости целесообразно сделать их по обеим сторонам землянки под крышей, они могут использоваться и в качестве запасного лаза. Обычные их размеры — шириной и высотой не менее 60 см на 40 см. Нижний край окна при этом должен быть, по возможности, приподнят над землёй на 20-40 см, чтобы окно не заливало водой и меньше заносило снегом. Простейший вариант — вкладная деревянная рамка, обёрнутая полиэтиленом, целлофаном либо промасленной бумагой с двух сторон и вставленная в оконный проём. На ночь летом может вставляться рамка с марлей или сеткой для лучшей вентиляции и защиты от насекомых. Оконный проем, за неимением досок, может быть собран из расколотых пополам необходимой длины поленьев.

#### Обшивание и обсыпка крыши и стен

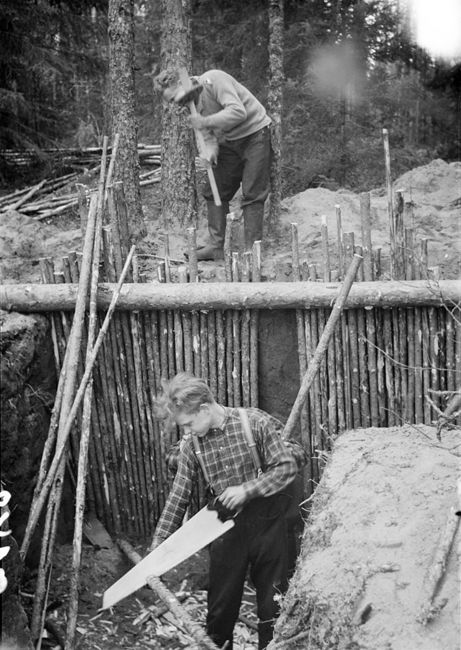
Обшивка стен жердями

Затем приступают к укладке настила; по возможности, следует использовать ткань, полиэтилен, брезент, самый простой настил делают из хвойных веток, соломы. Ветки укладывают поперек обрешетин плотным слоем. Укладку следует производить тщательно, чтобы не оставалось рыхлостей, через которые могла бы сыпаться земля или глина. Толщина обсыпки крыши в целях утепления зависит от климатических условий и назначения землянки. Для среднего климатического пояса толщину обсыпки делают в пределах от 20 см. Крайне желателен водонепроницаемый слой из глины, толщиной не менее 20 — 25 см, или используют для этого рулонный материал (рубероид, полиэтиленовая плёнка), сверху насыпают слой грунта толщиной до 60 — 80 см и покрывают все дёрном (толщина уложенного грунта напрямую зависит от прочности каркаса и стропил, насыпной материал как правило впитывает воду и способен во много раз увеличить свой вес). Один квадратный метр дёрна весит около 150 кг, один квадратный метр двойного слоя — 250 кг.
В дальнейшем, для большего комфорта стенки и лежанку обшивают досками, горбылями, плетнём, брезентом, покрывают камышом или другим подручным материалом. Между стенами котлована и обшивкой, для гидроизоляции иногда укладывают слой мятой глины. Если позволяют размеры и время, можно внутри построить стены из саманного кирпича, лучше это делать с зазором между стенкой котлована землянки.

#### Внутренняя планировка
В землянке устраивают скамьи и нары (иногда двухэтажные), ниши и полки для различных предметов обихода, оборудуют иногда — и столом (может представлять собой обкопанный уступ земли, но предпочтительней откидной вариант по типу «стол-книжка»). Простейший вариант — проход и нары.
В середине можно устроить открытый очаг из камней. Тогда отопление будет идти по чёрному. Камни нагрелись и стены прогрелись — костер потушили, дверь закрыли. Если есть возможность устраивают печь-камин, либо типа «буржуйки». Дымоход печки желательно выпускать не через перекрытие крыши, а вбок — через торцевые стенки, где легче изолировать его глинистой землёй (средняя внутренняя площадь его около 250 см², 25×10 см). По возможности следует оборудовать трубу, тяга (в печке) будет существенно лучше, если её высота будет выше конька крыши землянки (примерно на 0,5 м).
Землянки на 10 человек с одним рядом нар и боковым проходом, на 20 человек — с двумя рядами нар и с проходом посредине. Длину нар делают от 1,80 — 2 м, а ширину — из расчёта по 0,55 — 0,65 м на одного человека; увеличение этих параметров на 10-15 см повышает комфортность (особенно — для рослых, и не так жарко летом). Проход лучше сделать шириной 80-120 см. На нарах целесообразно устроить небольшие изголовья из досок или жердей.
Комфорт можно повысить, устроив из досок или жердей пол, настелив досок, сена, полотна на лежанку, обшив стенки жердями или полотном, побелив потолок.

#### Вход

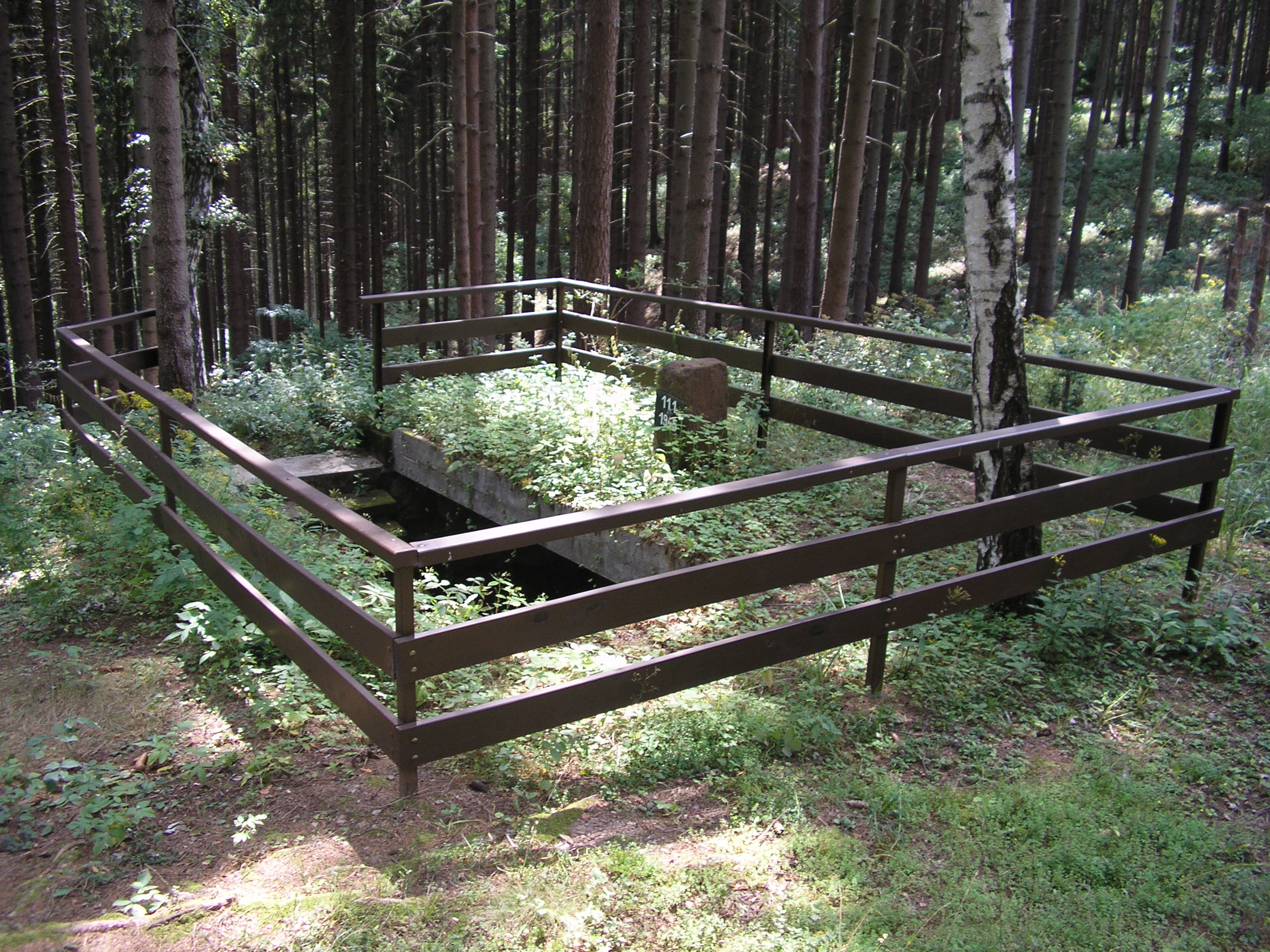

Если землянка не предназначается для длительного использования, вход в неё закрывают двумя полотнищами брезента, холста или плотной материи, могут использоваться соломенные маты и плетёнки. Полотнище импровизированной «двери» привязывают к жерди, заделываемой над входным проёмом. Чтобы оно не провисало, с нижней стороны к нему привязывают две-три жердочки для утяжеления. Землянку, предназначенную для длительного использования, особенно в холодное время, строят с тамбурным входом, и хорошо для теплоизоляции навесить в тамбуре вторую дверь (не лишними будут вторые рамы, занавески, печь из кирпичей, глины, камня). Вокруг землянки отрывают водоотводную канаву для стока дождевых и талых вод.
Выход из землянки делают в три-четыре ступеньки. Ширина и высота ступенек — около 30 см. Покрыть и укрепить их можно доской, фанерой, половинкой колотого полена. Для обеспечения безопасности от падения в тёмное время суток, заглублённый вход желательно огородить жердями в виде перил по бокам. Над входом зимой можно соорудить двускатный шалаш для защиты выхода и ступеней от снега.

## В зоне боевых действий

Интерьер солдатской землянки времён ВОВ в Музее боевой славы г. Ярославля

Землянки сооружаются в полевых условиях личным составом вооружённых сил и предназначена для отдыха в тыловых районах, там, где отсутствуют или разрушены иные пригодные для жилья помещения. Их оборудуют в том случае, когда войска располагаются на одном месте на продолжительное время. В землянках в тыловых районах также могут размещаться различные хозяйственные службы, склады, штабы, медицинские пункты, госпитали, прачечные, бани, мастерские. Современные землянки предусматривают лежанки, столы, обогревательные печи.
Один из вариантов для окон — использование ящиков из-под боеприпасов, откидывающаяся крышка которых применялась как удобные ставни. Во внутреннюю часть ящика вставлялось стекло или вкладная рамка, обернутая полиэтиленом или промасленной бумагой.
При расположении вблизи противника, применяют такие типы землянок, которые, по сравнению с обычными землянками, обладают более прочными защитными покрытиями от средств поражения, легче маскируются. Такие землянки носят название укрытий и отличаются от обычных землянок большим заглублением в землю (от 2 до 2,5 м) и применением горизонтального покрытия. Также должна быть продумана маскировка, как в видимом, так и в инфракрасном спектре.
Вблизи противника землянки могут являться развитием перекрытой щели.

## Особенности
В отличие от шалаша и палатки, лучше защищает от плохой погоды (особенно зимой) и предназначена для размещения и отдыха на длительное время.
Достоинства:
- относительная быстрота сооружения (при наличии навыка и минимального необходимого количества материала и инструментов простейшая землянка возводится за 6-12 часов);
- дешевизна строительства;
- изготавливается из простых, подручных средств (дерево, земля, камень), не нужен подвоз специальных стройматериалов;
- легче обогревается зимой, и дольше держит тепло, в отличие от палатки и шалаша (при должной теплоизоляции);
- обеспечивает больший комфорт для размещения жильцов (фактически, можно говорить о получении индивидуального постоянного койко-места для каждого);
- при отсутствии возможности построить дом, позволяет перезимовать с минимальным риском, по необходимости может быть обустроено до уровня полноценного жилища;
- хорошая пожароустойчивость.

Недостатки:
- трудоёмкость сооружения зимой и на глинисто-каменистых типах грунта, по сравнению с шалашом;
- требует больше инструмента — помимо топора и лопаты, подчас нужна кирка, лом и коловорот, пила; несколько больше материала (в отличие от шалаша) при отсутствии коловорота или буравчика, нужны гвозди (скобы) и (или) весьма желательна проволока;
- при неправильном сооружении и эксплуатации, быстро отсыревает (проникновение воды и сырость — постоянный бич подземных и заглублённых сооружений);
- немобильна, в отличие от палатки и шалашей типа «Чум» и «Типи».

Вместимость, относительный комфорт и хорошие защитные качества от холода и непогоды, а также доступность материалов (земли, дерева, кустарника, травы), сравнительная простота конструкции и лёгкость возведения делают это сооружение не потерявшим актуальность и по настоящее время. Данные качества весьма востребованы при стихийных бедствиях, техногенных катастрофах и в зоне боевых действий, особенно в осенне-весенний и зимний период.